# Yancy Derringer
Yancy Derringer  è una serie televisiva western statunitense in 34 episodi trasmessi per la prima volta nel corso di una sola stagione dal 1958 al 1959.

## Trama
Yancy Derringer è un gentiluomo avventuriero ed ex ufficiale dell'esercito confederato che è tornato a New Orleans, in Louisiana nel 1868, tre anni dopo la fine della Guerra Civile. Ampiamente rispettato da tutte le parti della società di New Orleans, gli viene chiesto dall'amministratore della città, John Colton, di lavorare per la comunità come agente segreto con il solo Colton che conosce la natura della sua occupazione presso il suo ufficio. Molte volte, all'inizio degli episodi, Colton, ex ufficiale dell'Union Army, chiede a Yancy di aiutarlo a risolvere una minaccia alla città e molte volte, alla fine dell'episodio, lo arresta perché, per raggiungere il suo scopo, Yancy ha violato la legge, sebbene questi sia compiacente.
Yancy è proprietario di un battello, il Sultana. Le sue armi sono una pistola Derringer portata nel suo cappello e un'altra nella manica sinistra e un coltello nella cintura.
La spalla di Yancy è Pahoo-Ka-Ta-Wah, un silenzioso indiano Pawnee   che comunica solo con gesti delle mani. Il suo nome significa "lupo che si trova in acqua". A corto di parole, Pahoo è un personaggio d'azione. Sotto una coperta avvolta intorno al corpo porta un fucile a canne mozze che usa in caso di emergenza. La maggior parte delle volte, però, usa un coltello che lancia dopo averlo preso da dietro la schiena.
Yancy e Pahoo vivono presso la piantagione di famiglia, Waverly. Una delle donne che Yanci frequenta è Madame Francine, proprietaria di una casa da gioco; il suo vero nome è Nora ed è irlandese.

## Personaggi
- Yancy Derringer (34 episodi, 1958-1959), interpretato da Jock Mahoney.
- Pahoo-Ka-Ta-Wah (33 episodi, 1958-1959), interpretato da X Brands.
- John Colton (31 episodi, 1958-1959), interpretato da Kevin Hagen.
- Madame Francine (19 episodi, 1958-1959), interpretata da Frances Bergen.
- capitano Amos Fry (13 episodi, 1959), interpretato da Robert McCord.
- Jody Barker (12 episodi, 1958-1959), interpretato da Richard Devon.
- Obadiah (12 episodi, 1958-1959), interpretato da Bill Walker.
- Jailer (11 episodi, 1958-1959), interpretato da Larry J. Blake.
- Pearl Girl (10 episodi, 1958-1959), interpretata da Charlene James.
- capitano Tom (9 episodi, 1958-1959), interpretato da Woody Chambliss.
- Goldy (6 episodi, 1959), interpretata da Patricia Blair.
- Willy Quill (5 episodi, 1958-1959), interpretato da Gene Collins.
- Colorado Charlie (5 episodi, 1959), interpretato da Kelly Thordsen.
- Miss Mandarin (4 episodi, 1958-1959), interpretata da Lisa Lu.
- tenente Bacon (4 episodi, 1958), interpretato da Marvin Bryan.
- Opal (4 episodi, 1959), interpretato da Joan Boston.
- Bridget Malone (3 episodi, 1958), interpretata da Margaret Field.
- Buggy Driver (3 episodi, 1959), interpretato da Herman Hack.
- Coco LaSalle (2 episodi, 1959), interpretata da Beverly Garland.

## Produzione
La serie fu prodotta da Derringer Productions e Desilu Studios e girata negli studios della Desilu a Culver Citys in California.
La serie si basa su un racconto scritto da Richard Sale nel 1938. Nel racconto Derringer non ha nome; "Yancy" è stato aggiunto per la serie TV.

### Registi
Tra i registi della serie sono accreditati:
- Richard Sale (17 episodi, 1958-1959)
- William F. Claxton (13 episodi, 1958-1959)
- Edward O. Denault (3 episodi, 1959)

## Distribuzione
La serie fu trasmessa negli Stati Uniti dal 1958 al 1959 sulla rete televisiva CBS.

## Episodi
| Stagione       | Episodi | Prima TV USA |
| -------------- | ------- | ------------ |
| Prima stagione | 34      | 1958-1959    |